# Собор Бучацької єпархії УГКЦ
Собор Бучацької єпархії УГКЦ відбувся в місті Бучач 28–29 березня 2002 року.

## Про Собор
Собор у Бучацькій єпархії УГКЦ назва якого була «Ісус Христос — джерело відродження українського народу», відбувся в місті Бучач з 28 по 29 березня 2002 року. Основний наголос був поставлений на темах «Катехизація і молодіжна політика», а також інші важливі питання.
Потрібно зазначити, що собор був за статусом Єпархіальним. За своїм змістом та цілями він не був таким грандіозним та масштабним в порівнювальному значенні з іншими Соборами, проте носив свою локальну та актуальну ціль безпосередньо для Бучацької Єпархії. Собор був великим кроком для такої малої та молодої Єпархії. Єпархію створено рішенням Синоду Єпископів УГКЦ 21 липня у 2000 році.
Важливість соборів у XXI столітті в Україні важко недооцінити, це був певний поштовх та прогрес які мали відповісти на важливі запитання сьогодення. Потрібно розуміти, що світ змінюється, а значить «правила гри» в ньому також, не можна трактувати одні й ті ж канони тисячу років тому і тепер. Для цього і збиралися Собори, чи то Вселенські, чи Єпархіальні та Помісні.

## Діяльність Собору
Основним напрямком діяльності Собору стали питання молоді, її розвитку, катехизації та духовний розвиток сильних і дієвих християн. Залучати молодь у всіх сферах життя та допомогти пізнати їм світ з духовної думки. Зробити все можливе, щоб молодь мала ґрунтовну освітню програму. Активізувати діяльність недільних шкіл на парафіях (а там, де їх досі нема, — створити), залучаючи до праці в них світських спеціалістів і аматорів, які б допомагали дітям здобувати також інші корисні для них знання і навички. Потурбуватися про створення літніх парохіяльних дитячих таборів, а в тих випадках, коли це складно, забезпечувати відповідну програму літнього відпочинку для дітей парохії в інший спосіб (включно з участю в дитячих таборах інших парохій). У багатьох тезах ми можемо побачити щире та цілеспрямоване направлення на надання доброї катехизації дітям та молоді. Позитивний момент, що Собор не зациклювався тільки на своїй єпархії, а також не виключав можливості співпрацювати з іншими. Важливим питанням Собору було залученням молоді у допомозі організації різних заходів та свят. Всебічно заохочувати парохіяльну молодь до здорового способу життя, зокрема, залучати зацікавлених спортом молодих людей до участі у відповідних спортивних товариствах і командах. Залучати молодь до активної участі в підготовці обов'язкових традиційних благодійних акцій милосердя до святкувань Різдва Христового, Великодня, дня св. Миколая, першого вересня — початку шкільних навчань та ін. в різних закладах. Систематично залучати молодих парафіян до участі в підготовці християнських концертів, вистав, програм релігійної тематики.
Особливо позитивні завдання перед собою поставив Собор підтримуючи морально — духовний спосіб життя, а також у зазиванні зберігати традиції та звичаї українського народу. Сприяти відродженню і розвитку української культури, створюючи відповідні товариства і групи, до яких особливо активно слід залучати молодь.
Також важливим окремим питанням було піднесено на Соборі проблема алкоголізму. Постановлено було розробити проєкт створення реабілітаційного центру для осіб, узалежнених від алкоголю і наркотиків, зокрема для молодих людей.
Основні тези висвітленні на цьому Соборі є прямопропорційними до інших соборів які проводились в інших Єпархіях України. Питання які були підняті на Соборі є дуже актуальними та важливими у розвитку християнського світобачення. Від правильності виховання молодого покоління залежить і майбутнє Церкви та зберігання культури, звичаїв та традицій. Залучення різних методів виховання та співпраці найкращі виховні елементи. Ми можемо побачити піднесення таких важливих питань на Соборі Бучацької Єпархії та інших Соборах Українських Єпархій.
Публікацію документів Єпархіального Собору Бучацької єпархії УГКЦ можемо знайти у книзі: Документи єпархіальних соборів Української Греко-Католицької Церкви (2001—2002), т. 1, Львів 2003. Також можемо знайти, і в інтернеті електрону версію документів: (18.11.2012 р.)
Цей Собор був важливий для розвитку Української Греко-Католицької Церкви, зокрема, цінний для Бучацької єпархії, оскільки вирішував проблеми та різні питання, що озвучувались на ньому. 